# 新沃利亞
51°27′0″N 24°38′57″E / 51.45000°N 24.64917°E
新沃利亞（烏克蘭語：Нова Воля），是烏克蘭的村落，位於該國西部沃倫州，由科韋利區負責管轄，始建於1939年，面積0.48平方公里，海拔高度168米，2001年人口53，人口密度每平方公里111.34人。